# Було, Шарль
Шарль Було (фр. Charles Bouleau; 18 марта 1906, Париж — 19 февраля 1987, Исси-ле-Мулино) — французский художник (живописец и гравёр), эссеист и теоретик искусства.

## Биография
Шарль Було родился в Париже в католической семье. С 1926 по 1932 год посещал Школу изящных искусств в Париже, где освоил технику классической фрески. Своими произведениями участвовал во многих выставках во Франции и других странах. В процессе изучения истории изобразительного искусства Шарль Було увлёкся теорией формообразования и как художник попытался раскрыть некоторые закономерности композиции на примерах шедевров классической живописи и монументальной фрески. При этом он применял метод геометрического анализа. Результаты своих исследований он опубликовал в знаменитой книге «Конструкции: Секретная геометрия живописцев» (Charpentes, la géométrie secrète des peintres. Préface de Jacques Villon. — Édition du Seuil, 1963; La geometria segreta dei pittori, tr. it. di Massimo Parizzi. — Milano: Electa, 1988). Книга вызвала множество откликов и рецензий.

## Примеры «аналитической геометрии» Шарля Було

1
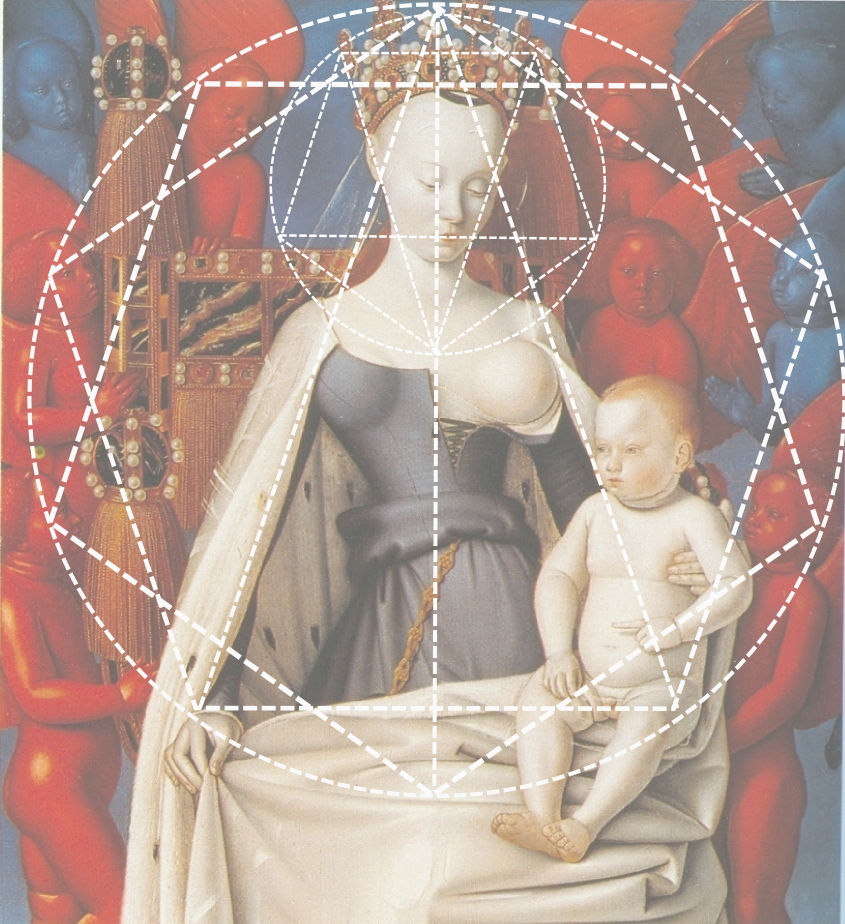
2
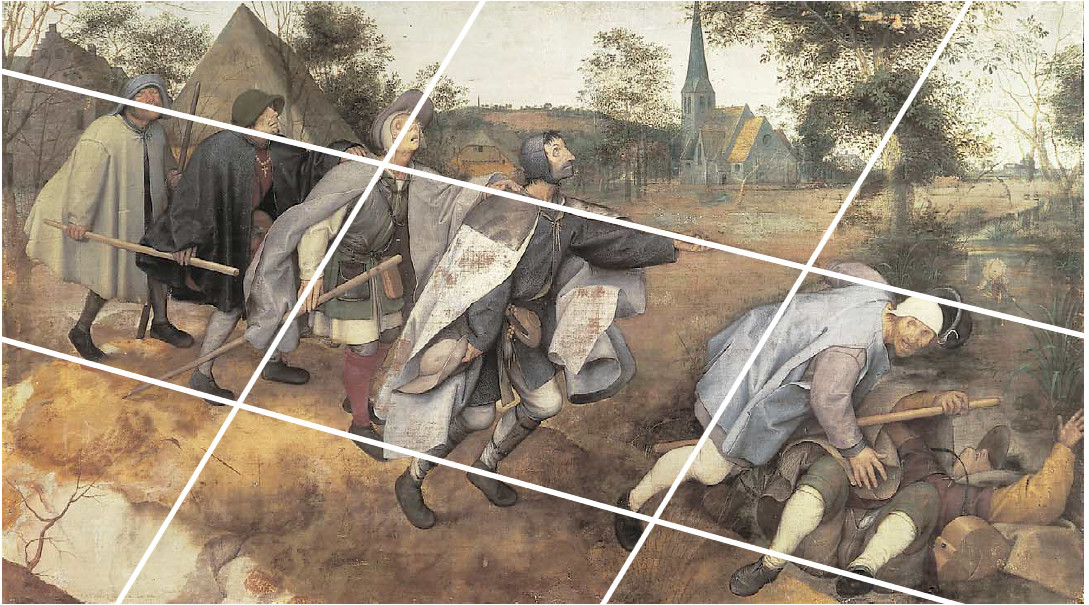
3

## Аннотации иллюстраций
1.	Леонардо да Винчи. Тайная вечеря. 1495—1498. Фреска трапезной церкви Санта-Мария-делле-Грацие, Милан. Графическая реконструкция конструктивной схемы композиции В. Г. Власова по тексту Ш. Було. 2008
2.	Ж. Фуке. Мадонна с Младенцем и ангелами. Между 1452 и 1458. Дерево, масло. Королевский музей изящных искусств, Антверпен. Схема по М.-Т. Гуссе «Фуке и искусство геометрии». Каталог выставки, Париж, Национальная библиотека Франции, 2003
3.	Анализ композиции картины «Притча о слепых» П. Брейгеля Старшего по Ш. Було. По изданию: Bouleau Ch. The Painter’s Secret Geometry: A Study of Composition in Art. — Harcourt, Brace & World, 1963. — P. 123.